# Carta de Pizzigano
La Carta de Pizzigano o Mapa de Pizzigano és un carta portolana italiana datada el 1424. S'hi poden apreciar illes de l'Oceà Atlàntic Nord a l'oest d'Espanya i Portugal incloent-hi els descobriments portuguesos i illes llegendàries com Antillia. El cartògraf que la va realitzar va ser probablement el venecià Zuane Pizigano, un descendent d'una família de fabricants de mapes que van crear una altra Carta també anomenada Carta de Pizzigano datada a Parma el 1367.
En aquest mapa apareixen quatre illes a l'oest d'Europa, molt abans que cap europeu s'endinsés tant a l'Atlàntic. Alguns autors afirmen que va ser una expedició en 1421 la que va cartografiar aquestes illes a la qual els italians hi van tenir accés.